# Зоран Гајић (спортиста)
Зоран Гајић (Панчево, 28. децембар 1958) српски је спортиста, спортски тренер и политичар. Гајић је бивши тренер одбојкашке репрезентације СР Југославије и Русије. Председник је Одбојкашког савеза Србије.

## Биографија
Гајић је тренерску каријеру започео у Младости из Омољице, а потом је тренирао Војводину, Арис, Орестијад, Олимпијакос, Арчелик из Истанбула, Одинцово и Урала.
Репрезентацију Југославије је преузео у марту 1995. године. Са југословенским тимом освојио две бронзане (1995. у Грчкој и 1999. у Аустрији), једну сребрну (1997. године у Холандији) и једну златну европску медаљу (2001. у Чешкој). Освојио је сребро на Светском првенству 1998. године у Јапану, и две олимпијске медаље — бронзану у Атланти 1996. и златну на Летњим олимпијским играма у Сиднеју.
Године 2011. са азербејџанском женском одбојкашком екипом Рабита, за коју је играло пет српских играчица, освојио је титулу светског клупског првака, пошто је у финалу турнира у Дохи савладао турски Вакинфбанк са 3:0.